# Фома II (патриарх Константинопольский)
Фома II — патриарх Константинопольский (665—668 или 667—669).

## Биография
До патриаршества Фома был диаконом, хартофилаксом и секретарём патриархии.
По разным данным, Фома II пребывал на патриаршей кафедре три или четыре года, а затем мирно скончался.

## Память
День памяти Фоме II совершается 28 ноября.